# Flutkatastrophe

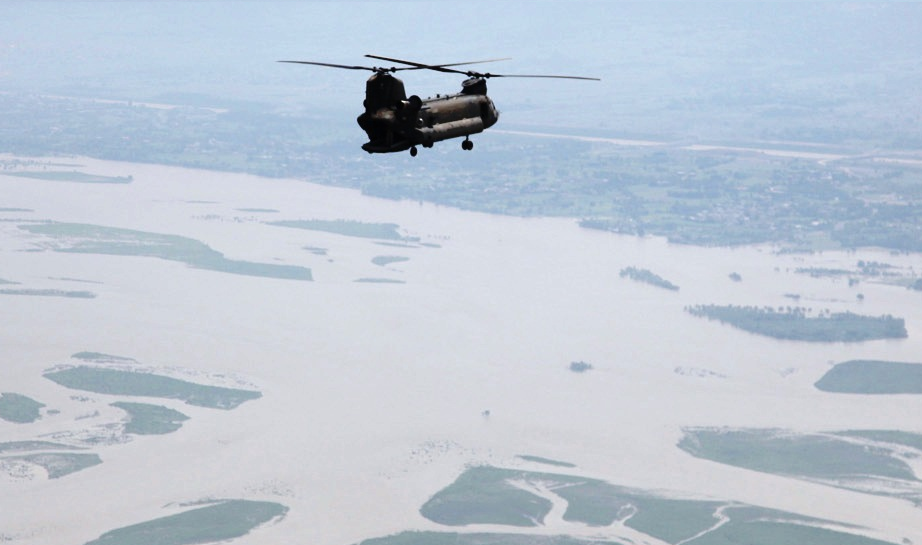
Ein Helikopter der U.S. Army überfliegt ein Überflutungsgebiet in Pakistan (2010)

Als Flutkatastrophe bezeichnet man das Hochwasser an der Küste oder das eines Flusses, welches so hoch steigt, dass die normalen Pegelstände weit überschritten werden und die Betten und Eindeichungen das Wasser nicht mehr vor Kulturland zurückhalten können, so dass es zu Überschwemmungen kommt. Hohe Sachschäden an Gebäuden und Infrastruktur, Ernteschäden und im Extremfall auch Todesopfer sind die Folge. Bei einer Flut mit außerordentlich hohen Pegelständen, die nur sehr selten vorkommt, spricht man von einer Jahrhundertflut.
Fluten werden nach Art unterschieden in:
- die Sturmflut, von Starkwinden an die Küsten gepresste Wassermassen, die zu Hochwassern im Küstenland führen, und Rückstauhochwassern an den Unterläufen der Flüsse. Diese Ereignisse treten innerhalb weniger Stunden auf, ihre Gesamtdauer ist vom Abflussverhalten abhängig
- Niederschlagsbedingte Hochwasser durch Starkregenereignisse, die meist Einzugsgebiete von einem oder mehreren Flusssystem/en betreffen, und sich auch meist vom gebirgigen Oberlauf, in dem die Stauniederschläge abgehen, über Tage hinweg in die Unterläufe fortsetzen.

Nicht als Flut im Sinne des Begriffs wird der Tsunami (Flutwelle) angesehen.
Die Ursachen liegen in der Begradigung und Eindeichung der Flüsse, um sie für möglichst große Frachtschiffe schiffbar zu machen, sowie in der Trockenlegung ganzer Landstriche und damit der Beseitigung der natürlichen Überflutungsflächen. Die Besiedelung bis dicht an die Deiche heran, selbst in immer wieder hochwassergefährdeten Bereichen, zieht zwangsläufig hohe Verluste bei Überflutungen nach sich. Zusammenhänge mit der globalen Erwärmung werden bei beiden Ereignistypen vermutet, bei ersteren über den ansteigenden Normalwasserstand, bei beiden über vermehrte Ausnahmeereignisse in Bezug auf Wind und Niederschlag als Folgen der globalen Erwärmung.

## Historische Flutkatastrophen in Europa

### Deutschland
Flutkatastrophen an der Nordsee verzeichnet die Liste von Sturmfluten an der Nordsee.
Flutkatastrophen an der Ostsee sind unter Ostseesturmhochwasser näher beschrieben.
Bei folgenden Flüssen sind häufig Flutkatastrophen zu verzeichnen:

Donau, Elbe, Oder, Rhein, Mosel, Aare
| Was                                       | Wann      | Bemerkungen                                                                                      |
| ----------------------------------------- | --------- | ------------------------------------------------------------------------------------------------ |
| Magdalenenhochwasser 1342                 | 1342      | an zahlreichen mitteleuropäischen Flüssen                                                        |
| Zweite Marcellusflut                      | 1362      | an der gesamten deutschen Nordseeküste gilt als mit Abstand gewaltigste deutsche Flutkatastrophe |
| Hochwasser von 1480                       | 1480      | an Aare und Rhein                                                                                |
| Hochwasser in Mitteleuropa 1501           | 1501      |                                                                                                  |
| Rhein- und Bodenseehochwasser von 1566    | 1566      |                                                                                                  |
| Thüringer Sintflut 1613                   | 1613      |                                                                                                  |
| Winterhochwasser von 1784                 | 1784      |                                                                                                  |
| Elbhochwasser 1845                        | 1845      |                                                                                                  |
| Hochwasser in Sachsen 1897                | 1897      |                                                                                                  |
| Emshochwasser 1946                        | 1946      | an der Ems und ihren Nebenflüssen                                                                |
| Hochwasser in Hannover 1946               | 1946      |                                                                                                  |
| Oderflutkatastrophe 1947                  | 1947      | mit der Überflutung vom Oderbruch                                                                |
| Donauhochwasser 1954                      | 1954      |                                                                                                  |
| Junihochwasser 1961                       | 1961      |                                                                                                  |
| Sturmflut 1962                            | 1962      | in Hamburg                                                                                       |
| Oder-Winterhochwasser 1981/82             | 1981      |                                                                                                  |
| Rheinhochwasser 1993                      | 1993      | gleichzeitig Hochwasser an Mosel und Maas                                                        |
| Rheinhochwasser 1995                      | 1995      |                                                                                                  |
| Oderhochwasser 1997                       | 1997      | an Oder und Nebenflüssen                                                                         |
| Pfingsthochwasser 1999                    | 1999      | im Allgäu, Vorarlberg und Tirol                                                                  |
| Hochwasser in Mitteleuropa 2002           | 2002      |                                                                                                  |
| Hochwasser in den Voralpen 2005           | 2005      | an Isar und anderen Flüssen                                                                      |
| Elbhochwasser 2006                        | 2006      |                                                                                                  |
| Oderhochwasser 2010                       | 2010      |                                                                                                  |
| Hochwasser in Mitteleuropa 2013           | 2013      |                                                                                                  |
| Hochwasser im Harz und Harzvorland (2017) | 2017      |                                                                                                  |
| Hochwasser in West- und Mitteleuropa 2021 | 2021      |                                                                                                  |
| Weihnachtshochwasser 2023/2024            | 2023/2024 | an Weser, Ems und anderen Flüssen                                                                |

### Frankreich
- Überschwemmungen in den Pyrenäen 2013

### Niederlande
- Erste Marcellusflut am 16. Januar 1219.
- Zweite Marcellusflut 1362
- Elisabethenflut 1404
- Elisabethenflut 1421 (veränderte die Mündungsbereiche von Rhein, Maas und Schelde grundlegend → Hollands Diep)
- Flutkatastrophe von 1953 (Watersnood) am 1. Februar 1953

### Österreich
- Hochwasser in Mitteleuropa 1501
- Donauhochwasser 1830
- Donauhochwasser 1862
- Donauhochwasser 1954
- 1997: Im südlichen Niederösterreich treten zahlreiche Flüsse über die Ufer. Besonders betroffen: Pittental, Schwarzatal, Piestingtal und Triestingtal.
- 2002: In Ober- und Niederösterreich treten zahlreiche Flüsse über die Ufer, weite Landteile stehen unter Wasser. Besonders betroffen waren die Donau und der Kamp. (HQ100, siehe Hochwasser in Mitteleuropa 2002)
- 2005: In den westlichen Bundesländern Tirol und Vorarlberg treten nach tagelangen Regenfällen Flüsse über die Ufer. Zahlreiche Murenabgänge legen teilweise den öffentlichen Verkehr lahm (siehe Alpenhochwasser 2005).
- 2006: In Niederösterreich tritt die March über die Ufer und die Dämme halten im Gegensatz zu jenen auf der slowakischen Seite nicht Stand. Die Orte Dürnkrut und Mannersdorf werden überschwemmt. (HQ60)
- Hochwasser in Mitteleuropa 2013

### Schweiz
- 2005: (August) In der Zentralschweiz, Graubünden und Bern sowie in vielen anderen Teilen der Schweiz werden Dörfer durch Dammbrüche oder überlaufende Seen bzw. Flüsse überschwemmt. Mehrere Straßen und Zuggleise sind nicht mehr befahrbar. Einzelne Dörfer (z. B. Engelberg) sind von der Außenwelt abgeschnitten und können nur mit dem Hubschrauber erreicht werden.

## Historische Flutkatastrophen in anderen Ländern
- 1862: Vereinigte Staaten von Amerika: Durch atmosphärische Flüsse ausgelöste, 40-tägige Starkregen führen zur Großen Flut von 1862 im Pazifischen Nordwesten.[3] Die Katastrophe wird in neuerer Zeit im Arkstorm-Szenario der United States Geological Survey verarbeitet.[3]
- 1887: China: Starke Regenfälle verursachen eine Flutkatastrophe am Gelben Fluss 1887; Über 130 000 km² werden überschwemmt (zwischen 900 000 und 2 Millionen Tote)
- 1927: Vereinigte Staaten von Amerika: Starke Regenfälle verursachen die Mississippiflut 1927.
- 1931: China – Starke Regenfälle, gefolgt von mehreren Zyklonen, verursachten die schwerste Flutkatastrophe des 20. Jahrhunderts mit geschätzt 3,7 bis 4 Millionen Toten.
- 1938–1947: Überflutung des Gelben Flusses mit 890.000 Toten
- 1952: Lynmouth-Katastrophe 34 Tote.
- 1953: Hollandsturmflut: Schwerste Sturmflut des 20. Jahrhunderts in den Niederlanden und England (ca. 2.500 Tote)
- 1970: Bengalen – Wirbelstürme und Flutwellen (über 300 000 Tote)
- 1998: China – Der Jangtsekiang tritt über die Ufer, mehr als 3000 Menschen kommen ums Leben, etwa 14 Millionen werden obdachlos.
- 2004: Indischer Ozean – Tsunami in 15 Ländern gleichzeitig. (ca. 226.000 Tote) (siehe: Erdbeben im Indischen Ozean 2004)
- 2005: USA – New Orleans wird vom Hurrikan Katrina heimgesucht.
- 2006: Ungarn, Rumänien und Bulgarien: Die Donau tritt an vielen Stellen über die Ufer. Dämme werden geöffnet, um unbewohnte Gebiete als Rückhaltebecken zu nutzen. Diese Überflutungen verselbstständigen sich aber teilweise und schwemmen ganze Dörfer weg.
- 2007: Afrika – Die Länder südlich der Sahara werden quer über den ganzen Kontinent von einer Flutkatastrophe heimgesucht. Mindestens 250 Menschen sterben.
- 2008: Ende Juli in Rumänien und Ukraine müssen über 36.000 Menschen vor einer Überschwemmung evakuiert werden.
- 2008: Ende August müssen nach wochenlangen Monsunregenfällen und einem großen Dammbruch in Nepal nach großflächigen Überschwemmungen im indischen Bundesstaat Bihar über 1,2 Millionen Menschen vor den Überschwemmungen fliehen.
- 2010: Hochwasser in Mitteleuropa im Frühjahr 2010 Hohe Schäden durch Deichbrüche, insbesondere in Polen zeichneten dieses Hochwasser aus.
- Juli und August 2010: Überschwemmungskatastrophe in Pakistan 2010 infolge außergewöhnlich starken Monsunregens. Etwa 14 Millionen Menschen sind betroffen, 6–7 Millionen davon benötigen humanitäre Hilfe, über 1000 Menschen starben (Stand 17. August 2010).
- Oktober 2010: In Benin treten durch anhaltend starke Regenfälle die Flüsse Mono und Queme über die Ufer.[4] 680.000 Menschen sind von Überschwemmungen betroffen,[5] rund 100.000 Menschen werden obdachlos.[4] In der Großstadt Cotonou infizieren sich ca. 800 Menschen mit der Cholera.[4]
- 2011: Überschwemmungen in Queensland 2010/2011: 200.000 Personen mussten evakuiert werden und 35 Menschen verloren ihr Leben.
- 2011: Starke Niederschläge und die Schneeschmelze lösen die Mississippiflut 2011 aus.
- 2013: Hochwasser in Mitteleuropa 2013, es waren neben Deutschland, Österreich und der Schweiz auch Polen, Tschechien und die Donauanrainerstaaten betroffen.
- 2015: Hochwasser in Ghana 2015
- 2021/22: Überschwemmungen in Malaysia 2021/22
- 2022: Durch extremen Monsunregen verursachte Flutkatastrophe in Pakistan mit mehr als 1400 Toten und rund 13000 Verletzten[6]; als eine der vom Klimawandel am stärksten betroffenen Bevölkerungen leiden die Menschen in Pakistan unter ausfallenden Ernten und einer millionenhohen Obdachlosigkeitsrate.[7]

## Vorgeschichtliche Flutkatastrophen
- Vor etwa 7600 Jahren war der Wasserstand im Mittelmeer nach dem Ende der letzten Kaltzeit soweit angestiegen, dass die Senke des Bosporus um ca. 100 m überflutet wurde. Danach könnte sich ein gewaltiger Wasserfall in das Schwarze Meer ergossen haben, das während der Kaltzeit ein Süßwassersee gewesen war. Der Wassereinfall hinterließ eine bis heute erhaltene Grabenausspülung entlang der Küstenlinie.[8] Diese Theorie ist nicht allgemein anerkannt, ihr stehen zahlreiche Untersuchungsergebnisse entgegen.[9][10][11][12]

- Vor etwa 10.200 bis 9400 Jahren ereignete sich im Gebiet Minnesotas beim Abschmelzen des Gletschersees Agassiz mehrmals eine mächtige Flut.[13]

- Etwa vor 10.700 Jahren, zu Ende der letzten Kaltzeit, brachen sich die Wasser des Ancylussees (heute: Ostsee) Bahn in Richtung Nordsee. Das dabei entstandene und heute untermeerische grabenartige Flussbett zwischen Fehmarn und Lolland ist etwa 1 km breit. Während der Wasserstand des Ancylussees um 10 m sank, überschwemmte das Meer östlich Kiels und Lübecks das damalige Festland.[14]

- Vor etwa 14.000 Jahren ereignete sich die bislang größte bekannte Flut aufgrund Abschmelzens von Eisstauseen im Altai, im Chuja- und im Kuray-Becken.[15]

- Im Zeitraum vor 15.000 bis 13.000 Jahren ereigneten sich wiederholt die mächtigen Missoula-Fluten beim Abschmelzen der Eisstauseen des Lake Missoula in Nordamerika.

- Einer Theorie von Andrey Tchepalyga zufolge soll vor etwa 16.000 Jahren das Kaspische Meer rasch durch Flusswasser aus abschmelzenden skandinavischen Gletschern überschwemmt worden und mit dem damaligen Binnensee Schwarzes Meer zusammengeflossen sein.[16]

- Vor ungefähr 425.000 und vor 225.000 Jahren, aber auch nach der letzten Kaltzeit, ereigneten sich große Wasserdurchbrüche im Bereich des damaligen Isthmus zwischen Dover und Calais, was zur Verbreiterung und Vertiefung der jetzigen Dimension des Ärmelkanals führte.[17] Damit wurde das damals wasserreichste europäische Flusssystem aus Rhein, Seine und Themse durch einen Meeresarm ersetzt.[18]

- Vor ungefähr 5,33 Millionen Jahren wurde das damals trocken liegende Mittelmeerbecken durch Wasser des Atlantik an der Straße von Gibraltar gefüllt. Der entstehende Wassergraben war etwa 200 km lang und bis zu 11 km breit und ließ etwa 100 Millionen Kubikmeter Wasser pro Sekunde einströmen. Maximal stieg der Wasserspiegel des Mittelmeeres dabei um 10 m pro Tag, innerhalb von zwei Jahren hatten sich die Wasserstände angeglichen.[19][20]